# آيت يحيا أو عثمان (آيت يحيا أعثمان)
آيت يحيا أو عثمان هو دُوَّار يقع بجماعة اغريس لعلوي، إقليم الرشيدية، جهة درعة تافيلالت في المملكة المغربية. ينتمي الدوّار لمشيخة آيت يحيا أعثمان التي تضم دوارين. يقدر عدد سكانه بـ 4774 نسمة حسب الإحصاء الرسمي للسكان والسكنى لسنة 2004.

## وصلات خارجية
- البوابة الوطنية للجماعات الترابية
- المندوبية السامية للتخطيط